# Eugène Broerman
Eugène Broerman (Brussel, 12 juli 1861 – Sint-Gillis, 7 oktober 1932) was een Belgisch kunstschilder uit de late 19e eeuw en de vroege 20e eeuw.

## Persoonsgegevens
Eugène Broerman was de zoon van Charles Broermann en Eugénie Agnes Marie Anne Verlé. In een eerste huwelijk was hij gehuwd met Antonia Bertoli bij wie hij een zoon had; na haar overlijden huwde hij een tweede maal met Marie Josèphe Bidart die twintig jaar jonger was dan hijzelf en die hem nog vier kinderen schonk. Broerman woonde tot 1911 in het Brusselse; vanaf 1911 tot 1915 verbleef hij bijna doorlopend in Venetië, daarna in Parijs en vanaf 1925 terug in Brussel.

## Levensloop

### Studietijd en debuutjaren
Het talent van Broerman kwam zeer vroeg tot uiting. Als tienjarige tekende hij reeds op allerlei voorstellingen in houtskool. Hij studeerde van 1873 tot 1882 aan de Academie voor Schone Kunsten in Brussel, waar Jean Portaels, vanaf 1878 directeur van deze instelling, zijn leraar schilderkunst was. Broerman leverde als student van de academie schitterende prestaties, wat in 1880 en 1881 tot tal van eerste prijzen leidde. Studiegenoten waren onder andere Henri Evrard, François-Joseph Halkett, G. Bonsor, L. Houyoux, James Ensor, Adolphe Crespin, Fernand Khnopff, Guillaume Van Strydonck, Théo Van Rysselberghe, Rodolphe Wytsman, Frantz Charlet en Edouard Duyck.
In 1881 was hij laureaat van de allereerste Godecharleprijs met zijn schilderij “De oude Lazarus aan de deur van de slechte rijkaard” en nog in hetzelfde jaar van de jaarlijkse wedstrijd van de Koninklijke Academie van België met het karton (ontwerp voor een groot decoratief werk) “De handel over zee”. Dankzij de Godecharle-stichting, die de gelijknamige prijs patroneerde, kon hij een drie jaar durende studiereis in Italië ondernemen. Hij bezocht de kunststeden Rome, Florence, Ravenna, Venetië en Napels en verbleef ook in Zuid-Frankrijk, waar hij onder meer “In Les Alyscamps te Arles” schilderde.
Van groot belang in zijn leven waren de contacten met Henri Van Cutsem, de genereuze en geniale Brusselse kunstmecenas, en met de kunstenaars die door hem gepatroneerd werden, zoals Guillaume Charlier, Edouard Agneessens, Joseph Stevens, Théodore Baron, Géo Bernier, Jan Van Beers, Albéric Collin, James Ensor en Willy Finch.

### Schilder met klasse
Broerman profileerde zich meteen als een “officieel” kunstenaar: een schilder van traditie en academisme, hoewel niet volledig reactionair en openstaand voor nieuwe dingen. Hij was iemand die zich perfect inleefde in het gangbare ideeëngoed van de leidinggevende klasse. Portretten van vooraanstaanden, meestal op bestelling geschilderd, vormden de grondslag van zijn gunstige reputatie (onder andere portret van het parlementslid P.E. Janson, van G. Charlier en André Hennebicq, Heinrich Schliemann met zijn vrouw).
De gouden medaille te Keulen in 1889 en een bronzen exemplaar op de Wereldtentoonstelling 1889 te Parijs waren bevestigingen van zijn aanzien.
In het voorjaar 1890 stelde hij samen met Théo Hannon (aquarellen) zijn tekeningen tentoon in de Cercle des Arts et de la Presse in Brussel.

### Célébrités Nationales
In de vroege jaren negentig werkte Broerman een origineel plan uit : “Célébrités Nationales”; een reeks portretten van vooraanstaande, eigentijdse landgenoten uit diverse milieus zoals wetenschap, politiek, letteren, muziek en plastische kunsten. Het werden tekeningen in zwart krijt, houtskool gehoogd met wit, iets groter dan de ware grootte. Hij portretteerde zo’n 53 personen, o.a. de beeldhouwers Charles Van der Stappen, Jacques de Lalaing, Julien Dillens, de kunstschilders Jean Portaels, Paul-Jean Clays, Jean Robie, Euphrosine Beernaert, de architecten Alphonse Balat en Henri Beyaert, de letterkundige Camille Lemonnier, de toondichter Peter Benoit, de jurist Edmond Picard en de politicus Auguste Beernaert. De werken werden met succes in diverse Belgische en Franse steden geëxposeerd. Het was een soort portrettengalerij van beroemdheden à la Madame Tussaud, maar dan tweedimensionaal, getekend.
Broermans trefzekerheid in de weergave van de fysionomie en het karakter en zijn superieure techniek bleken duidelijk uit deze portretten. Nieuwlichters zoals de criticus L. Donnay bespotten echter wat laatstgenoemde de “Broerman-fabriek” noemde.. Reproducties van die portretten, aangevuld met biografische artikels, verschenen te Antwerpen in 1893 in een luxe-uitgave. Broerman schreef zelf de bijdragen over P.J. Clays, J. Robie en J. Rousseau. De portretten hingen nog enkele jaren te kijk in het Koninklijk Museum voor Schone Kunsten te Brussel, waar ze uiteindelijk, niettegenstaande protest van de kunstenaar, stilaan naar de reserves werden verwezen.
In 1894 werd Broerman voor deze realisatie benoemd tot ridder in de Leopoldsorde. Minister Auguste Beernaert, een van de geportretteerden en een invloedrijk man in het België van toen, was een intieme vriend van Broerman, die hem steunde in zijn projecten waar mogelijk.

### Venetië en Parijs
Tussen 1911 en 1915 woonde hij met zijn gezin in Venetië. De vele opdrachten, vooral portretten, lieten hem er toe in weelde te leven. In 1915 verliet hij de stad  uit schrik voor een Italiaanse invasie en reisde naar Parijs waar hij in relatief moeilijke omstandigheden leefde. Hij kon pas na de oorlog zijn eigen schilderijenvoorraad en zijn kunstcollectie uit Venetië repatriëren. Hij had in Parijs een atelier op de Boulevard Rochechouart en het gezin woonde op een appartement in de nabijheid. In 1918 verbleef hij, omwille van de gezondheid van zijn vrouw, in Bretagne. Hij stelde er tentoon in een hotel en won zo nieuwe klanten in de aristocratie. Hij maakte werken met landschappen en personages uit Bretagne.
Begin 1919 is het gezin terug in Parijs. Maar weldra was het de gezondheid van zijn zoon Paul, die hen nu noodzaakte aan zee, in Berck, te verblijven. Nog in Parijs wonend, besliste hij zijn kunstcollectie te verkopen. Hij onderhandelde echter met een malafide Braziliaan die met zijn collectie en met de noorderzon verdween. Het kostte hem veel geld en moeite om terug in bezit van zijn eigendom te komen. Pas in 1925 kwam de familie Broerman naar België terug. Ten slotte verkocht hij zijn teruggekochte collectie in de Galerie Chapellier en in Galerie Georges Giroux in Brussel op respectievelijk 27 maart 1926 en 27 maart 1927. Een van die schilderijen, een heiligentafereel van G.B. Pittoni is nu eigendom van het Cleveland Museum of Art.

## Graficus voor de overheid

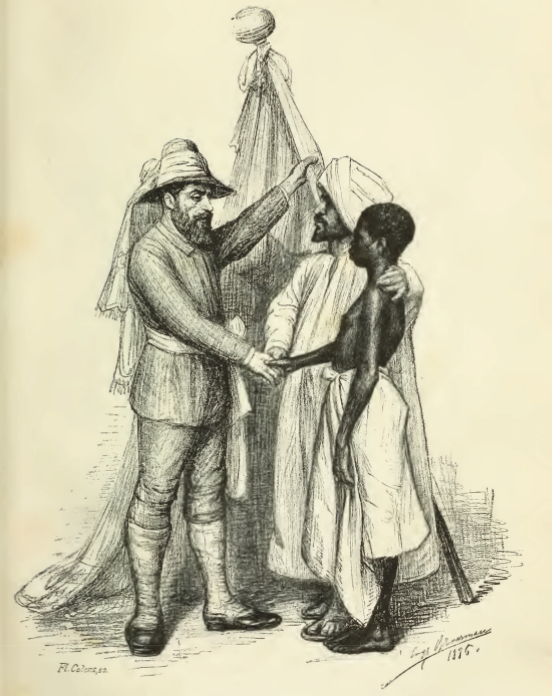
koloniale propaganda van Broerman 'unie van de 3 rassen' uit 1885

Broerman werd zowat de "officiële” tekenaar van de Belgische Staat. Hij kreeg tal van opdrachten voor het ontwerpen van klein drukwerk zoals diploma’s in verband met nationale eerbewijzen. Conform de tijdgeest waren ze met allegorische personages versierd. We citeren het diploma “Décoration Agricole/Landbouweereteken” en “Diploma Burgerlijk Eereteken Koninkrijk België”, “Het Nijverheidseereteeken van eerste klas”, “Het Nijverheidseereteeken van tweede klas”. Hij maakte ook een promotieaffiche voor een publicatie over de burgerwacht (“La Garde Civique”)

## Kunst in openbare gebouwen

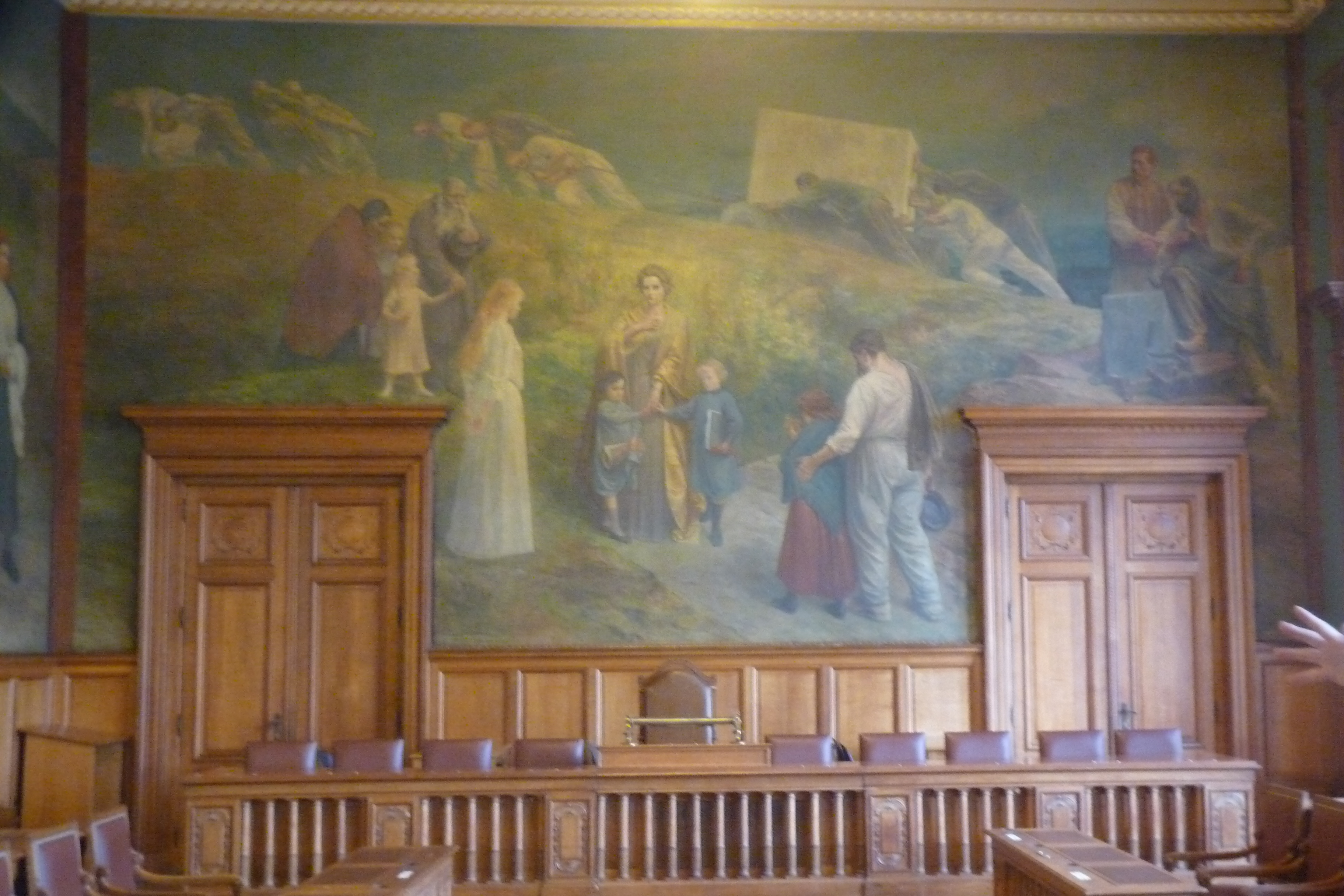
Muurschildering in het stadhuis van Sint-Gillis

Broerman was zeer begaan met de “officiële” kunst: decoratie van gebouwen, vormgeving van voorwerpen van openbaar nut, monumenten- en landschapszorg. Deze bekommernis lag in de lijn van Broermans visie op zijn plaats in de maatschappij. In 1895 stichtte hij, onder voorzitterschap van de Brusselse burgemeester Charles Buls, een commissie voor de vernieuwing van openbare kunst. In 1896 richtte hij “L’Œuvre nationale de l'Art appliqué à la rue et aux objets d'utilité publique” op. Tot dit werk traden onder andere toe: Victor Horta, Paul De Vigne, Jef Lambeaux en Julien Dillens, vooraanstaande architecten en beeldhouwers. De stichting richtte wedstrijden in waarvan Privat Livemont en Paul Hankar laureaten zijn geweest.
In 1898 organiseerde Broerman te Brussel een eerste Congres voor Openbare Kunsten. Tijdens het derde congres, in 1905 te Luik, vond de stichting plaats van het Institut international d’art public. Deze stichting ijverde voor de bescherming van het stedelijke en landschappelijke patrimonium en voor de bevordering van het culturele erfgoed. Ze had een tijdschrift L’Art Public, waarvan Broerman directeur was.
Een van de belangrijkste verwezenlijkingen van Broerman betrof de decoratie van het toen recentelijk gebouwde stadhuis van Sint-Gillis/Brussel. In de raadzaal verwezenlijkte hij een aantal muurschilderingen rond het thema “De inspanning”, die de groei van de gemeente en haar educatieve taak symboliseren. De voorbereidingen startten in 1903, het jaar van de offerte. De uitvoering gebeurde tussen 1907 en 1914 maar waren niet helemaal voltooid toen de oorlog uitbrak. Na de oorlog werd de decoratie –ondanks zijn aandringen en lobbyactiviteiten- niet meer afgewerkt.

## Een Congo-panorama dat er nooit kwam
In 1897 werkte Broerman met kunstschilder Frans Hens mee aan het project voor een Panorama van Congo, bedoeld voor de tentoonstelling van 1897 te Tervuren. Ze stichtten daartoe de Société de nom collectif Hens et Broerman. Het project werd echter nooit gerealiseerd.

## Oeuvre
Zijn landschappen, marines, zijn Luikse “boteresses” en jonge boerinnetjes, zijn vissers moeten we zien als uitlopers van zijn vakanties aan de Vlaamse kust, in de Ardennen en in Bretagne. In 1910 stelde hij een “Ave Maria van de vissers op zee” tentoon.

## Atelier
- In 1930 organiseerde hij een retrospectieve in zijn atelier aan het Delporteplein 2 in Sint-Gillis.
- Zijn atelier overleefde de tijd en werd in 1997 beschermd.
- Zijn atelieruitverkoop ging door in de Galerie Thémis op 18 juli 1942.

## Tentoonstellingen
- 1888, Brussel, Driejaarlijks Salon : “Dante Allighieri” en “Portret van Paul Janson”
- 1890, Brussel, Cercle des Arts et de la Presse
- 1902 : Galerie des Champs-Elysées
- 1928-1929 : Galerie d’ Art Larribe

## Musea
- Antwerpen, Koninklijk Museum voor Schone Kunsten
- Bergen (Mons), Musée des Beaux-Arts: Vrouw aan tafel zittend
- Brussel, Koninklijk Museum voor Schone Kunsten: reeks portretten uit Célébrités Nationales
- Brussel, Charliermuseum: Student op zolderkamer (olieverfschets met opdracht aan G. Charlier, 1881)
- Brussel/Sint-Gillis, Gemeentehuis: decoratie van een zaal; schilderij “De chemieproef”
- Brussel, Museum van Elsene: Portret van Paul-Emile Janson
- Doornik (Tournai), Musée des Beaux-Arts: portretten van G. Charlier en van André Hennebicq
- Leuven, M - Museum Leuven: Na het gevecht
- Oostende, Mu.ZEE (Kunstmuseum aan Zee).